# Niginho
Niginho, auch Fantoni III, (eigentlich Leonízio Fantoni; * 12. Februar 1912 in Belo Horizonte; † 5. September 1975) war ein brasilianischer Fußballspieler und -trainer.

## Familie
Nininho entstammte einer Familie, die einige Fußballer hervorbrachte. Neben ihm auch seine Brüder Orlando und Ninão sowie sein Vetter Otávio.

## Karriere

### Verein
Niginho, dessen Laufbahn sich in den 1930ern und -40ern abspielte, trat hauptsächlich für Cruzeiro Belo Horizonte an. Er gewann mit diesem Verein sechs Mal das Campeonato Mineiro. Gemäß einem Artikel der FIFA, hat Nininho in seinen Spielzeiten bei Cruzeiro eine Torquote von 0,8 pro Spiel aufzuweisen.
1932 wechselte Niginho zu Lazio Rom. Hier wurde er Teil einer Mannschaft, welche als BrasiLazio bezeichnet wurde. Der Begriff wurde verwendet, um Lazio in der Zeit von der Saison 1931/32 bis zur Saison 1934/35 zu definieren. Der Grund für diesen Namen lag in der massiven Präsenz von italienisch-brasilianischen Spielern im Team. Lazio hatte bereits seine Verwandten João Fantoni und Filó, verpflichtet, die von Palestra Itália aus Belo Horizonte kamen. Niginho war auch im Besitz der italienischen Staatsbürgerschaft und erhielt 1935 seine Einberufung zur italienischen Armee, um Teil der Truppen zu werden, welche auf Befehls von Benito Mussolini Abessinien überfielen. Um sich diesem Dienst zu entziehen, floh er mit seiner Frau Ana über Frankreich nach Lissabon und kehrte 1936 nach Brasilien zurück. Der Legende nach wurde die Rückreise durch eine Glücksnacht in einem portugiesischen Casino finanziert.
Zurück in seiner Heimat, schloss er sich Palmeiras São Paulo an und konnte mit dem Klub die Staatsmeisterschaft von São Paulo gewinnen. Bereits ein Jahr später wechselte Niginho erneut. Seine nächste Station war der CR Vasco da Gama in Rio de Janeiro. Nachdem er sich bei dem Klub etabliert hatte, traten kurz vor dem Halbfinale der Staatsmeisterschaft von Rio de Janeiro 1938 Probleme auf. Aus Italien war bei der FIFA Protest gegen seine Beschäftigung in Brasilien eingelegt worden, so dass er vorübergehend nicht eingesetzt werden konnte. 1939 gewann er mit Vasco die Staatsmeisterschaft von Rio de Janeiro. Noch im selben Jahr kehrte er dann zu Cruzeiro zurück und erlebte seine erfolgreichste Zeit als Fußballspieler, als er bis zu seinem Karriereende 1947 in 257 Spielen 207 Tore erzielte. Aufgrund seiner überwältigenden Leistung in Spielen dieser Art verdiente er sich auch den Spitznamen „Carrasco dos Clássicos“ (Henker der Klassiker). Er war (Stand 2016) der beste Torschütze in Spielen zwischen Cruzeiro und Atlético Mineiro, mit 25 Toren, zusätzlich zu weiteren 47 Toren gegen América Mineiro.
Nach seiner aktiven Laufbahn war Niginho als Trainer für Cruzeiro und den FC Santos.

### Nationalmannschaft
Mit Brasiliens Nationalelf nahm er u. a. an der Weltmeisterschaft 1938 in Frankreich teil.
Niginho erklärte 1958, Leonidas hätte seine Verletzung vor dem Halbfinalspiel gegen Italien aufgrund einer Zahlung von Benito Mussolini vorgetäuscht, um nicht zu spielen zu müssen. Leonidas verklagte ihn wegen Verleumdung und gewann vor Gericht.

## Erfolge

### Als Spieler
- Staatsmeisterschaft von Minas Gerais (6): 1929, 1930, 1940, 1943, 1944, 1945
- Staatsmeisterschaft von São Paulo (1): 1936
- Staatsmeisterschaft von Rio de Janeiro (1): 1939
- Torschützenkönig Staatsmeisterschaft von Minas Gerais: 1931 (15 Tore)
- Torschützenkönig Staatsmeisterschaft von Rio de Janeiro: 1937 (25 Tore)[4]

### Als Trainer
- Staatsmeisterschaft von Minas Gerais (3): 1959, 1960, 1961